# 舊西利亞 (羅茲迪利納區)
46°53′32″N 30°5′12″E / 46.89222°N 30.08667°E

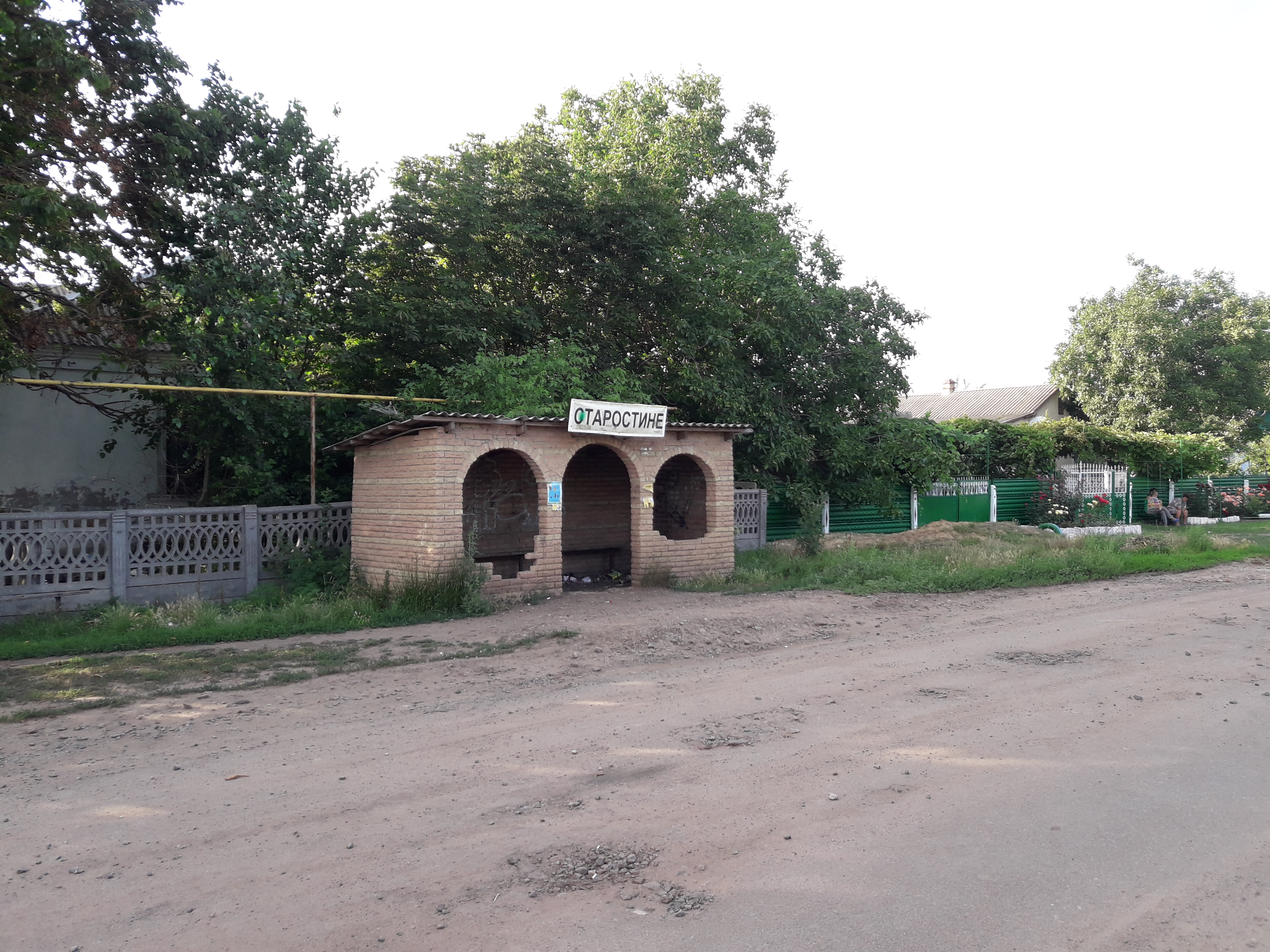
公交站

旧西利亚（羅馬化：Starosillia），2024年9月前名为舊斯蒂內（Старостине），是位於烏克蘭西南部的村莊，由敖德萨州羅茲迪利納區的羅茲迪利納市鎮負責管轄。該村始建於1921年，面積0.59平方公里，海拔高度142米，2001年人口485，人口密度每平方公里816.5人。
2024年9月19日，乌克兰最高拉达将此村的名字改为旧西利亚。